# Orden de San Miguel
La Orden de San Miguel fue una orden militar francesa, creada por Luis XI en Amboise el 1 de agosto de 1469.

## Historia

Collar de la Orden de San Miguel.

Su creación fue la réplica a la orden borgoñona del Toisón de oro. El rey de Francia la dirigía y los caballeros, treinta y seis, debían prestarle juramento. Su sede era la abadía del Mont-Saint-Michel, aunque luego se trasladó a la Santa Capilla de Vincennes, y más adelante Luis XIV la llevó a los Cordeliers de París. Esto permitía al rey crearse una red de fidelidades que ya no estaban directamente marcadas por la relación feudal. Los caballeros llevaban un collar de oro hecho de pequeñas conchas unidas por nudos del que colgaba un medallón que representaba al arcángel San Miguel matando al dragón.

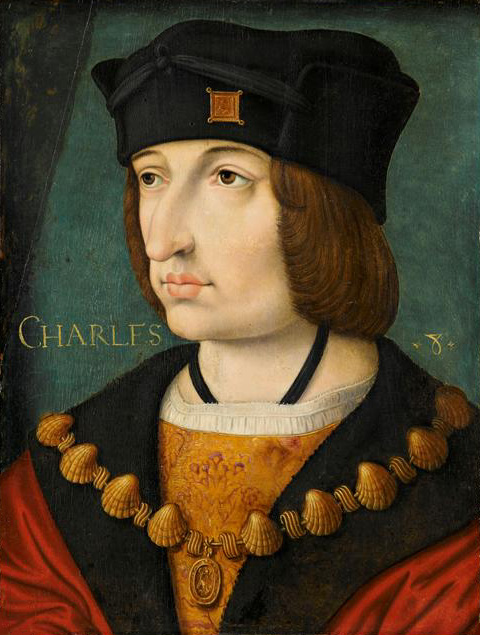
Carlos VIII de Francia, hijo de Luis XI, usando el collar de la Orden de San Miguel.

A partir de 1560, en el turbio contexto de las Guerras de Religión de Francia el límite de los 36 miembros desaparece y la orden admite a muchos cortesanos, algunos de los cuales ni siquiera eran soldados lo que le hace perder su prestigio. Se le llega a llamar incluso el "collar para todos los animales".
Al fundar Enrique III la Orden del Espíritu Santo en 1578, los estatutos prescribían que sus cien caballeros debían ser previamente miembros de la de San Miguel, que pasa a ser de segundo orden. A partir del reinado de Luis XIV, la orden se concede en especial a escritores, artistas y magistrados. Ya no se lleva más que en ocasiones muy especiales el collar, y se sustituye por una cinta negra que justifica que la orden reciba el sobrenombre de "cordón negro". Se sustituye el medallón por una cruz de oro esmaltada.
La orden se suprime en 1791. El rey Luis XVIII la restaura en 1814, pero desaparece definitivamente en 1830.
Sin embargo, como lo menciona la página de comunicación del gobierno francés, puede considerarse como la precursora de la Orden de las Artes y las Letras de Francia: La Orden de Saint-Michel (1469-1830) puede ser considerada como la precursora de la Orden de las Artes y las Letras. Destinada originalmente a la aristocracia, entre los siglos XVII y XVIII se convertirá en una orden del mérito civil por la que serán distinguidos numerosos, artistas, arquitectos, coleccionistas y gente de letras….